# Миссиология
Миссиология — академическое исследование истории и методологии христианской миссии, которое начало развиваться как академическая дисциплина в XIX веке.

## История
Миссиология как учебная дисциплина появилась только в XIX веке. Шотландский миссионер Александр Дафф первым разработал систематическую теорию миссии и был назначен в 1867 году на новую кафедру евангелистского богословия в Эдинбурге. Кафедра просуществовало недолго и закрылась после ухода Даффа.
Густава Варнека часто называют основателем протестантской миссиологии как дисциплины. В 1874 году он основал первое научное миссионерское периодическое издание Allgemeine Missions-Zeitschrift, а в 1897 году был назначен заведующим кафедрой миссионерской науки в Университете Галле в Германии. Его трехтомный труд по теории протестантской миссии Evangelische Missionlehre и его обзор истории протестантской миссионерской деятельности были чрезвычайно важны для молодой дисциплины.
Под влиянием работы Варнека историк католической церкви Йозеф Шмидлин начал читать лекции по миссиологии в 1910 году в Мюнстерском университете и был назначен на первую кафедру католической миссиологии в том же университете в 1914 году. Институт миссиологии в Мюнстере начал свои публикации до Первой мировой войны и начал новую жизнь после Второй мировой войны с назначением Томаса Ома. Тем временем в Католическом университете Лувена в 1922—1954 годах Пьер Шарль начал серию курсов миссиологии и запустил знаменитые Лувенские миссиологические недели. В период между мировыми войнами в Григорианском и Урбанианском университетах Рима были основаны кафедры и факультеты миссиологии. Термин «миссилогия» окончательно закрепился за дисциплиной во второй половине XX века — ещё в 1962 году среди римо-католиков обсуждалось альтернативное название «миссионология».
После закрепления дисциплины за системе образования протестантских и римо-католических школ, постепенно предмет «Миссиологии» стал вводиться и духовных школах Русской православной церкви. В Санкт-Петербургской духовной академии в сентябре 1993 года появилось «Отделение миссиологии, экуменизма и новых религиозных движений», а около 1998 года предмет был включен в программу Санкт-Петербургской духовной семинарии. В сентябре 1994 года на базе Богословско-педагогического отделения Русского христианского гуманитарного института был создан Православный институт миссиологии, экуменизма и новых религиозных движений. По мере распространения предмета в системе духовных школ Русской Церкви, встала задача создать учебник по миссиологии, вышедший в 2009 году.

## Объём исследования
Миссиология стала узнаваемой прежде всего в рамках изучения христианского богословия. С другой стороны, за столетия миссионерства миссионеры столкнулись с различными культурами и отношением к принятию Евангелия у разных народов. Это заставило богословов задуматься над вопросами общества и христианства, антропологии и христианства. Распространение Евангелия и сопоставление христианского учения с другими религиозными или светскими учениями еще больше усложняло задачу миссионеров. Им нужна была прочная теоретическая основа, в рамках которой они могли бы более эффективно найти свою миссию и преуспеть в распространении христианства.
Таким образом, миссиология стала христианской теологической дисциплиной, которая взаимодействовала со многими другими науками, такими как антропология, история, география, теория коммуникации, сравнительное религиоведение, обществознание, педагогика, психология, межрелигиозные отношения и т. д. Ядром новой дисциплины остается учение Церкви: «Дисциплине присуще изучение природы Бога, тварного мира и Церкви, а также взаимодействия между ними тремя». Миссиология как академическая дисциплина — более широкий термин, охватывающий множество подтем: этнодоксология, миссиология диаспоры, городская миссиология, библейская миссиология и др.

## Определение
Широкий спектр изучения дисциплины миссиологии мешает миссиологам прийти к единому определению того, что такое миссиология. Один из подходов состоит в том, чтобы поразмыслить над тем, что такое миссия, а затем определить, как миссия объясняется теологически: «Миссия — это участие народа Божьего в Божьем действии в мире. Богословское и критическое размышление о миссии называется миссиологией».
Йоханнес Веркуйл утверждает: «Задача миссиологии в каждую эпоху состоит в том, чтобы научно и критически исследовать предпосылки, мотивы, структуры, методы, модели сотрудничества и лидерства, которые церкви привносят в свой мандат». Каждой миссии нужна стратегия, которую можно использовать. в конкретной среде, среди определённого культурного контекста. Это добавляет к определению миссиологии трёхмерную область исследования: "Миссиология состоит из трех взаимозависимых областей исследования: богословия, социальных наук и стратегии. Богословие объясняет основы миссии, культура (социальные науки) подробно описывает сферу миссии, а стратегия ясно указывает на способы реализации миссии. Определение того, что такое миссиология, продолжается и сегодня и будет продолжаться в ближайшем будущем, пока не будет выработано определение, приемлемое для всех миссиологов.

## Текущие разработки
Сегодня миссиология преподаётся во многих христианских богословских школах, и объем её изучения и отношения с другими богословскими и общественными науками сильно различаются. Ее продолжают считать христианской теологической дисциплиной и в то же время ведутся споры о том, является ли миссиология строго церковной дисциплиной или академической. Есть несколько академических обществ по этой дисциплине. Двумя из них следует отметить Американское общество миссиологии (ASM) и Евангелическое миссиологическое общество (EMS). В европейских академических кругах, особенно в немецкоязычных контекстах, растёт преобладание термина «межкультурная теология».
Тесное взаимодействие миссиологии, социальных наук и культуры заставило ученых формировать дисциплину в рамках истории и социологии и напоминать о «колониальном прошлом миссий», когда христиане часто пытались использовать свою политическую и экономическую власть в евангелизации. Многие миссиологи в настоящее время отрекаются от этих методов и пытаются построить новую парадигму, которая не использует такие империалистические подходы, ведущие к языковому и культурному навязыванию